# Большая Шорманга
Большая Шорманга — село в Череповецком районе Вологодской области. Дореволюционное название: "Никольское-на-Шерманге" (входило в состав Пошехонского уезда Ярославской губернии).
Входит в состав Югского сельского поселения (с 1 января 2006 года по 8 апреля 2009 года входило в Сурковское сельское поселение), с точки зрения административно-территориального деления — в Батранский сельсовет.
В селе располагается старинная каменная церковь в честь Казанской иконы Божией Матери (1851; статус по состоянию на май 2013 года - восстанавливающаяся).
Расстояние до районного центра Череповца по автодороге — 48 км, до центра муниципального образования Нового Домозерова по прямой — 21 км. Ближайшие населённые пункты — Малая Шорманга, Новая Деревня, Пронино.
По переписи 2002 года население — 9 человек.